# Триполи (стадион)
«Стадион Триполи» (при Каддафи — «11 июня» (араб. ملعب 11 يونيو‎)) — стадион в одноимённом городе, столице Ливии.
Стадион — крупнейший в стране и один из крупнейших в Африке. Он был построен для соревнований по многим видам спорта, однако, в основном использовался для футбольных матчей. Ранее носил название в память о том, что 11 июня 1970 года американские войска покинули Ливию, после свержения Каддафи получил нынешнее название.
Сборная Ливии по футболу до начала боевых действий в стране проводила международные матчи именно в нём. Стадион являлся домашней ареной и для некоторых клубов.
Вместимость стадиона составляла 67 000 мест, однако, сидячих — приблизительно 50 тысяч.
В 1982 году на стадионе проводились матчи, в том числе и финал, Кубка африканских наций. Суперкубок Италии по футболу 2002 в 2002 году проходил на этом стадионе.